# Acrotrichis brevipennis
Acrotrichis brevipennis är en skalbaggsart som först beskrevs av Wilhelm Ferdinand Erichson 1845.  Acrotrichis brevipennis ingår i släktet Acrotrichis, och familjen fjädervingar. Arten är reproducerande i Sverige.